# 跳频扩频
跳頻展頻（Frequency-hopping spread spectrum, FHSS）是展頻技術的一種；經由載波快速在不同頻率中切換，並在接收與發射端使用一種伪随机的過程。

## 軍方的使用
如果频道序列的变换对于潜在对手是未知的，跳频信号可以非常有效抵御蓄意的擾。军用无线电使用加密技术，在共享于发送端与接收端之间的传输密钥（Transmission Security Key，TRANSEC）的控制下变更频道序列。但对于它自身，跳频通讯仅提供对窃听的有限防护，所以军用跳频通讯经常使用独立的加密设备，诸如KY-57。军用无线电使用的跳频方式包括HAVE QUICK和SINCGARS。

## 技術考量
跳频所需要的总带宽比使用单一载频传输同样信息所需的带宽要大得多。但是，因为在给定得时间内，传输仅使用一小部分带宽，所以实际有效占用的带宽是一样的。信息论显示，当传输带宽变大时，载波于背景噪声的信噪比将会有所降低。我们甚至可以构建一个拥有负信噪比（-dBs）的系统，在这个系统中，不管位于任何频率，期望信号的电平都比噪声低。
跳频系统所面临的挑战之一是发送方与接收方的同步。一个可行的方法是确保发送方要在固定的时间段内用到所有的信道，这样一来，接收方可以随机地选择一个信道并从中读取有效信息。

## 變種
適應性跳頻與展頻（Adaptive Frequency-hopping spread spectrum，AFH）應用在藍牙系統中。

## 外部連結
- Adapt4's XG1 cognitive radio uses a patent-pending form of frequency hopping that uses a smaller set of frequencies at any given instant and only uses frequencies that are not in use.
- Bluetooth Frequency Hopping Spread Spectrum （页面存档备份，存于）
- FCC Part 15 Rules that cover frequency hopping
- Frequency hopping in unlicensed spectrum describes strategies for adaptive hopping in crowded spectrum, while considering the issues of radio etiquette and compliance with FCC Part 15 Rules